# Atlas Miller
El Atlas Miller es un conjunto de mapas manuscritos finamente iluminados realizados en Portugal hacia 1519 y conservados actualmente en la Biblioteca Nacional de Francia. Una inscripción en el reverso de uno de los mapas dice que fue hecho por orden del rey Manuel I de Portugal por el cosmógrafo Lopo Homem, si bien se cree que también intervinieron en la realización del atlas los cartógrafos Pedro Reinel y su hijo Jorge Reinel, y el iluminador Antonio de Holanda.
El atlas combina elementos geográficos y visuales de tres orígenes muy diferentes: las cartas portulanas, los mapas ptolemaicos y las miniaturas iluminadas de Flandes. Su decoración presenta una calidad artística superior a la de cualquier otra obra cartográfica portuguesa del siglo XVI. Solo puede comparársele el Atlas Vallard, hecho en Francia en 1547 con influencias portuguesas.
Dos páginas casi en blanco, que contienen solo una red de líneas de rumbo en la mitad izquierda, la existencia de recuadros para texto dejados vacíos y otros indicios muestran que el Atlas Miller no llegó a ser terminado. Se desconoce su destinatario exacto así como el modo en que llegó a la corte francesa. Su contenido y las circunstancias de su realización plantean diversos interrogantes que en algunos casos siguen siendo preguntas abiertas sobre la cartografía, los descubrimientos geográficos y las relaciones internacionales de la primera parte del siglo XVI.

## Descripción física
El Atlas Miller, tal como actualmente se conserva, está formado por seis hojas de pergamino fino («velino»). Cuatro de ellas —de unos 41.5 cm de alto por 59 cm de ancho— muestran mapas de diversas regiones del mundo, en algunos casos por ambos lados. Otra, del mismo tamaño, muestra por un lado un mapamundi circular y por el otro una cartela con una leyenda en latín y un escudo de armas. La sexta hoja, de mayor tamaño —unos 61 cm de alto por 118 cm de ancho—, contiene un mapa en cada lado, uno del Atlántico Norte y el otro, del Mediterráneo y regiones vecinas.
Todos los mapas, textos e ilustraciones del atlas se dibujaron a mano. Las leyendas principales están escritas en latín y la mayoría de los topónimos en portugués.
A continuación se muestra el orden en el que deberían haber sido encuadernadas las hojas para formar el atlas original, según el investigador portugués Armando Cortesão:

Páginas 1 a 7
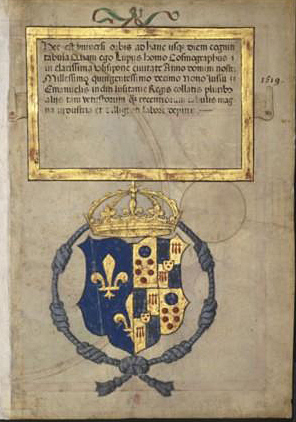
1. Portada con leyenda que indica autor y fecha; el escudo de armas es posterior.
2 y 3. Mapamundi o hemisferio circular, de 33 cm de diámetro.
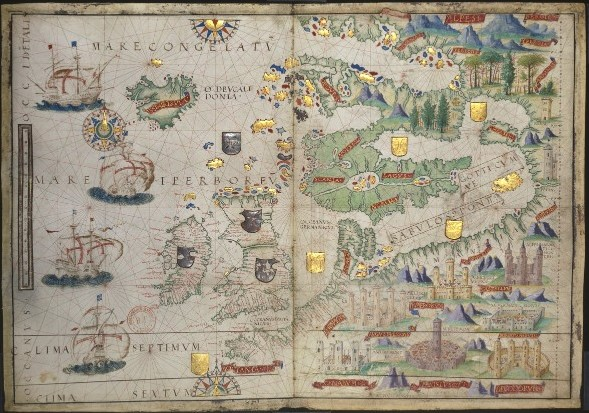
6 y 7. Mapa del noroeste de Europa.

Páginas 8 a 15
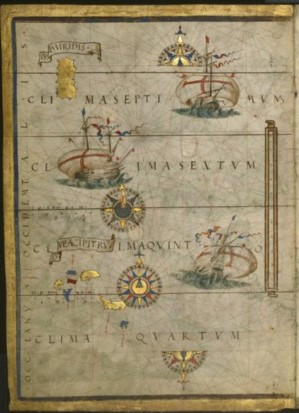
8 y 9. Mapa de las islas del Atlántico Norte; la mitad derecha, desaparecida, probablemente mostrase la península ibérica.
10 y 11. Páginas desaparecidas, probablemente mapa de África.
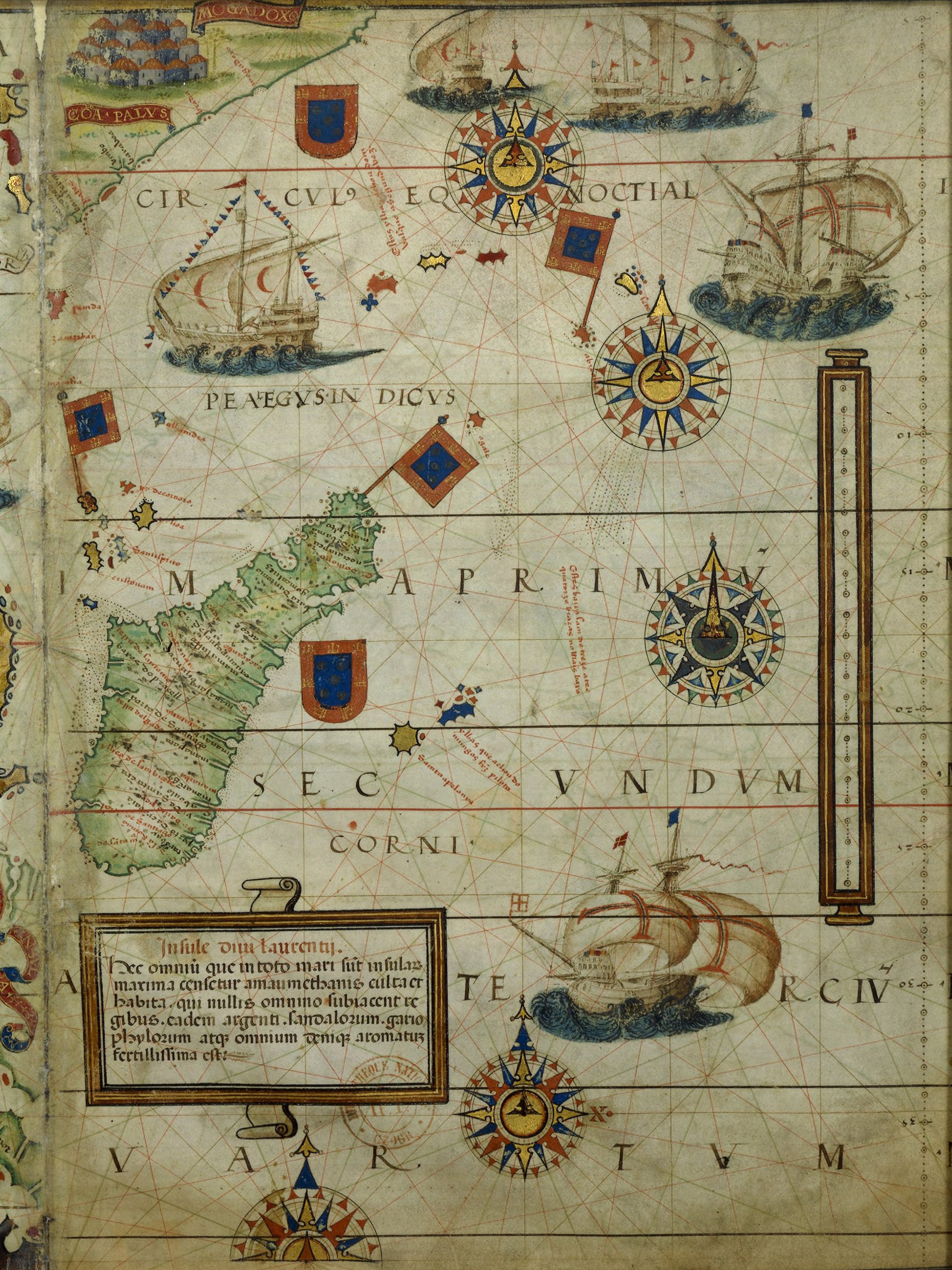
12 y 13. Mapa de Madagascar; la mitad izquierda, desaparecida, probablemente mostrase el sur de África.
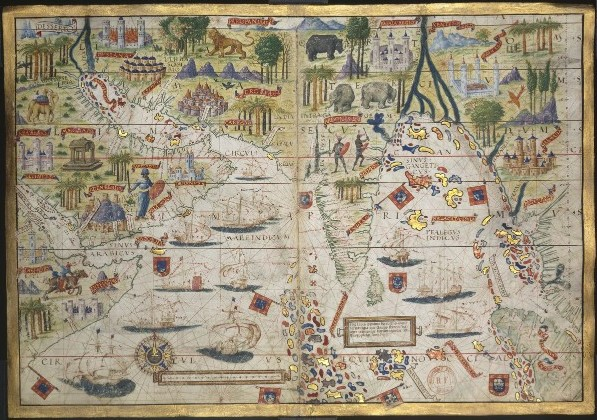
14 y 15. Mapa del océano Índico.
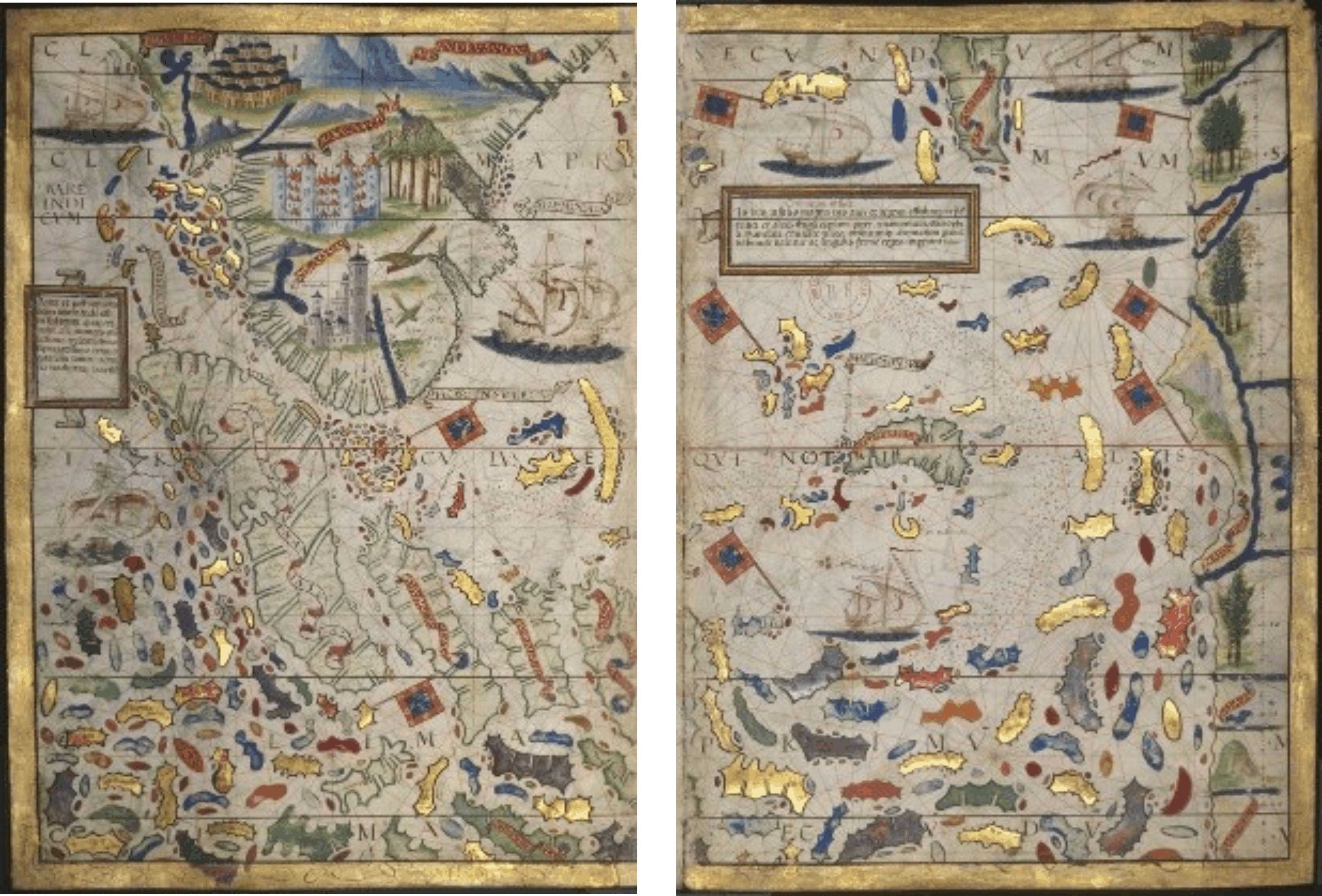
16 y 17. Mapa de las «Chinarum Insule» (Insulindia).

Páginas 16 a 24
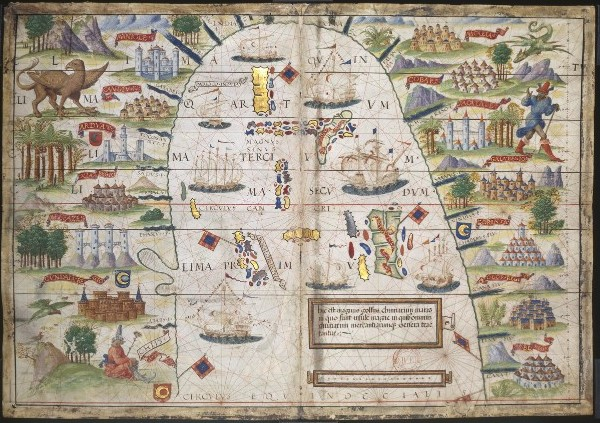
18 y 19. Mapa del «Magnus Golfus Chinarum» (Extremo Oriente).
22 y 23. Mapa de la "Terra Brasilis" (actual Brasil y regiones adyacentes) y Atlántico Sur.

Gran desplegable (anverso y reverso)
Gran mapa del mar Mediterráneo y regiones adyacentes.
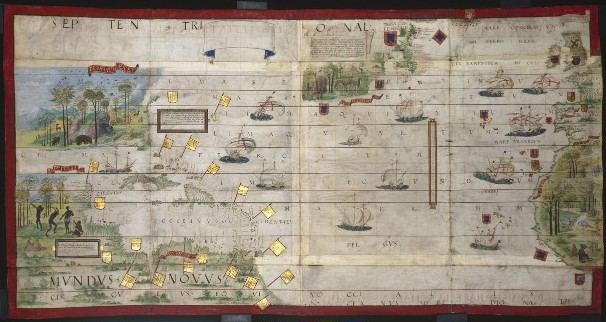
Gran mapa del Atlántico Norte y actual América.

## Historia

### Hallazgo

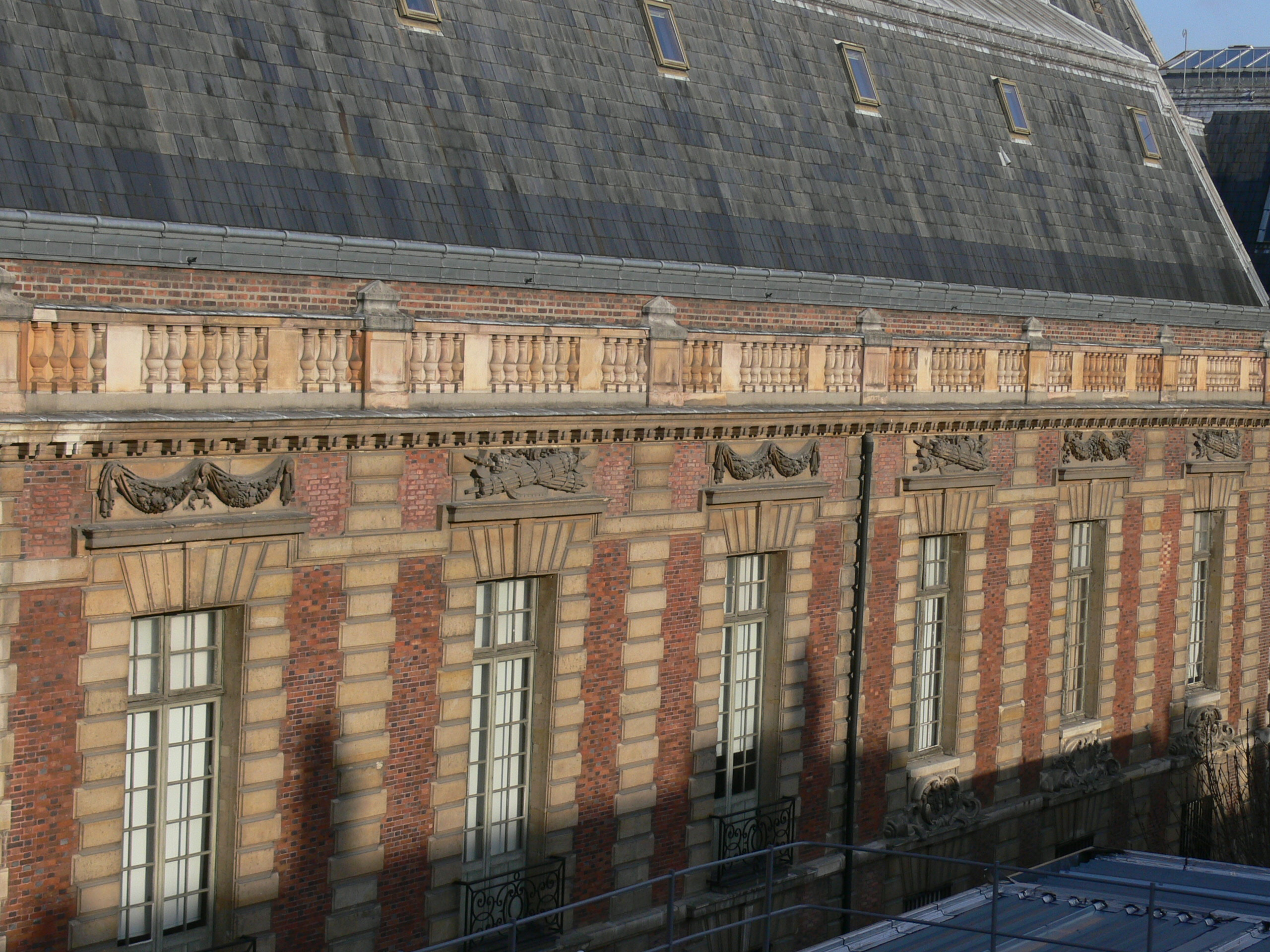
Edificio Richelieu de la Biblioteca Nacional de Francia, donde se conserva actualmente el Atlas Miller.

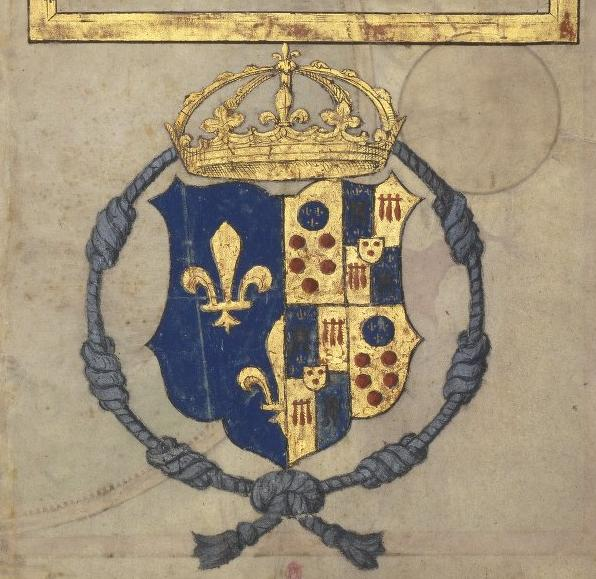
Escudo de armas de Catalina de Médici, posterior a 1559, en la portada del Atlas Miller.

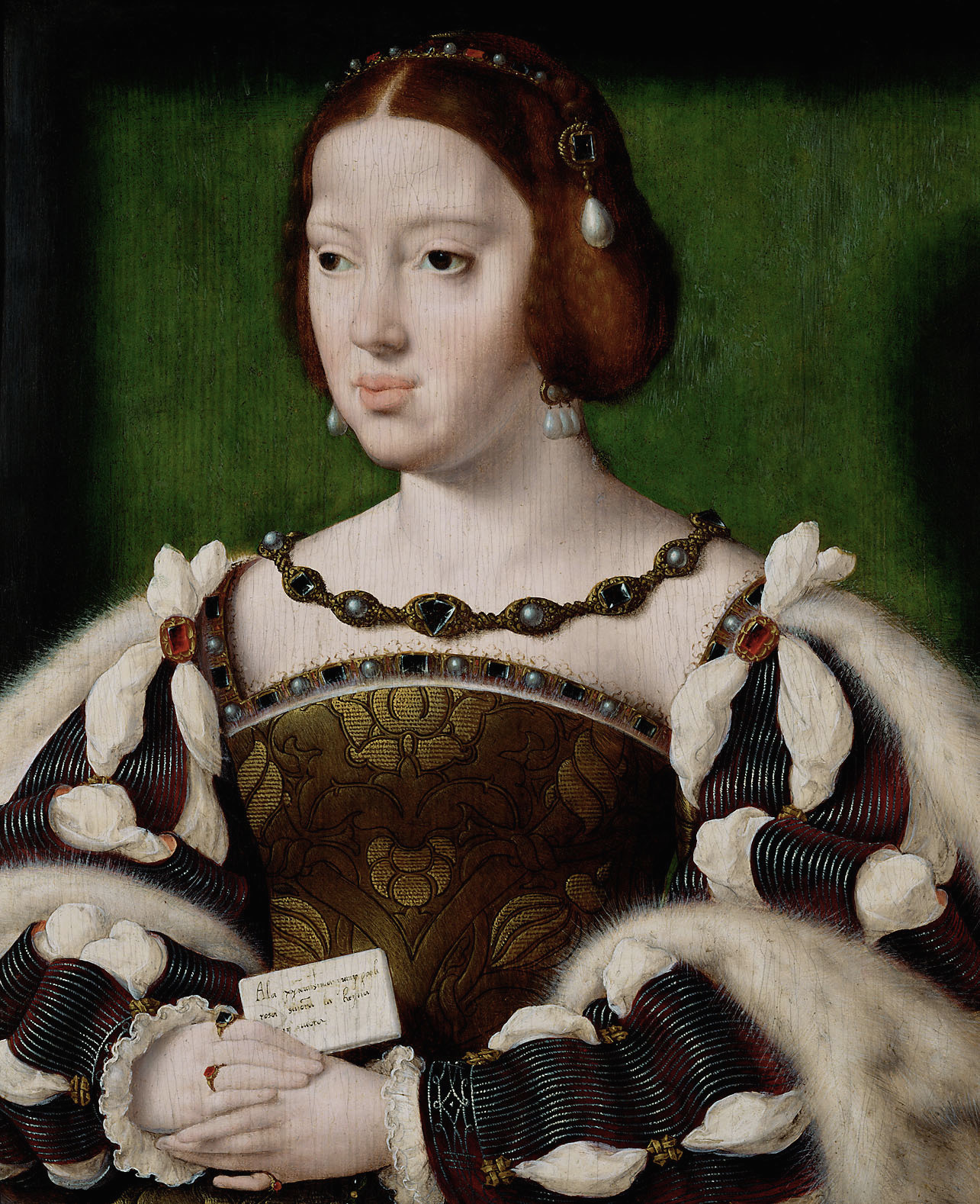
Leonor de Austria, casada primero con Manuel I de Portugal y después con Francisco I de Francia.

Las cinco hojas del atlas que contienen mapas regionales se las vendió en 1855 un librero de París llamado Charavay al portugués vizconde de Santarem, que se lo revendió posteriormente a Emmanuel Miller, de ahí el nombre con el que se conoce hoy al atlas. En 1897 la viuda del señor Miller se lo vendió a su vez a la Bibliothèque nationale (BNF), donde se conserva actualmente.
El mapamundi circular apareció por separado mucho más tarde, en 1930, cuando fue subastado en Londres. El comprador, Marcel Destombes, organizó en 1939 una reunión de expertos que concluyó que este mapamundi debía haber formado parte del Atlas Miller. Posteriormente, en 1976, Destombes donó el mapa a la BNF.

### Autor y fecha
La hoja que contiene el mapamundi circular muestra en el otro lado, en lo que debió ser originalmente la portada del atlas encuadernado, una leyenda en latín que dice que el mapamundi fue realizado por el cosmógrafo Lopo Homem en Lisboa en 1519 por orden del rey Manuel I de Portugal:

Hec est universi orbis ad hanc usqz diem cogniti / tabula quam ego Lupus homo Cosmographus / in clarissima Ulisipone civitate Anno domini nostri / Millessimo quigentessimo decimo nono jussu / Emanuelis incliti lusitanie Regis collatis pluribs / aliis tam vetustorum qz recentiorum tabulis mag / na industria et dilligenti labore depinxi.
Este es el mapa de todo el orbe del universo hasta hoy conocido, el cual yo Lupus Homo, cosmógrafo, dibujé con gran industria y diligente trabajo en la ilustre ciudad de Lisboa el año de nuestro señor de mil quinientos diecinueve, por orden de Manuel, ínclito rey de Portugal, habiendo comparado muchos otros mapas tanto antiguos como modernos.

Es probable, sin embargo, que la realización del atlas se prolongase durante varios años, quizás hasta 1522, y que otros autores además de Homem interviniesen en él. Antes del descubrimiento del mapamundi circular se pensaba que el atlas era obra de los cartógrafos portugueses Pedro Reinel y Jorge Reinel, padre e hijo respectivamente. Esta atribución se ha mantenido en la historiografía portuguesa, si bien en el registro bibliográfico de la BNF figura Lopo Homem como único autor.
Por otra parte, las abundantes miniaturas que decoran el atlas debieron ser realizadas por algún iluminador profesional, dada su gran calidad. El historiador Alfredo Marques identificó a Antonio de Holanda como posible autor, llegando a sugerir que este artista pudo haber sido además el coordinador general del proyecto.

### Destinatario
El atlas fue realizado por orden del rey Manuel I, pero no se sabe con certeza a quién estaba destinado ni por qué camino llegó a París. El escudo de armas que figura actualmente en la portada es el de Catalina de Médici, reina de Francia, y debió ser añadido después de 1559 porque incluye un distintivo que indica que la reina estaba viuda por aquel entonces.
Armando Cortesão sugirió que el rey Manuel podría haberle enviado el atlas como regalo al rey de Francia Francisco I; Leon Bourdon afirmó que podrían haber sido los hijos de Lopo Homem los que lo llevasen consigo al emigrar a Francia en los años 1540; y Alfredo Marques propuso la hipótesis de que fuese un regalo de boda de Manuel I para su nueva esposa, Leonor, hermana del rey Carlos I de España, la cual al morir Manuel en 1523 se lo llevó consigo a España y de allí en 1530 a Francia al ser casada de nuevo con el rey Francisco I.

## Contenido

### Mapamundi circular

Mapamundi o hemisferio circular del Atlas Miller.

El primer mapa del atlas es un mapamundi circular de 33 cm de diámetro, sin indicación de meridianos, paralelos ni ninguna otra línea cartográfica, lo cual impide saber si representa solo un hemisferio o una parte más amplia de la superficie terrestre. El eje vertical del mapa pasa por Rusia, Palestina y el este de África mientras que el eje horizontal cruza el actual Brasil, la isla de Madagascar y la península de Malaca. Si se asume que el eje horizontal coincide con el ecuador entonces el continente africano parece encontrarse desplazado al norte de su posición real.
El borde meridional del planisferio muestra una fantástica tierra austral que une Sudamérica con el Extremo Oriente y por tanto hace supuestamente imposible cualquier navegación desde el océano Atlántico hacia Asia bordeando América por el sur. Esa era la ruta que iba a seguir la expedición castellana capitaneada por el portugués Fernando de Magallanes que precisamente en 1519, fecha de realización de este mapa, partió de Sanlúcar de Barrameda.
Dicha tierra austral parece convertir a la extensión marina formada por los océanos Atlántico e Índico en un mar interior. Esta concepción geográfica tiene un precedente en la obra Esmeraldo de situ orbis, del también portugués Duarte Pacheco Pereira, escrita hacia 1505-1508 e influenciada por las teorías de autores clásicos como Ptolomeo o Pomponio Mela y por ciertos pasajes bíblicos. También aparece mencionada en un párrafo de texto del mapa de Piri Reis.

### Mapas regionales

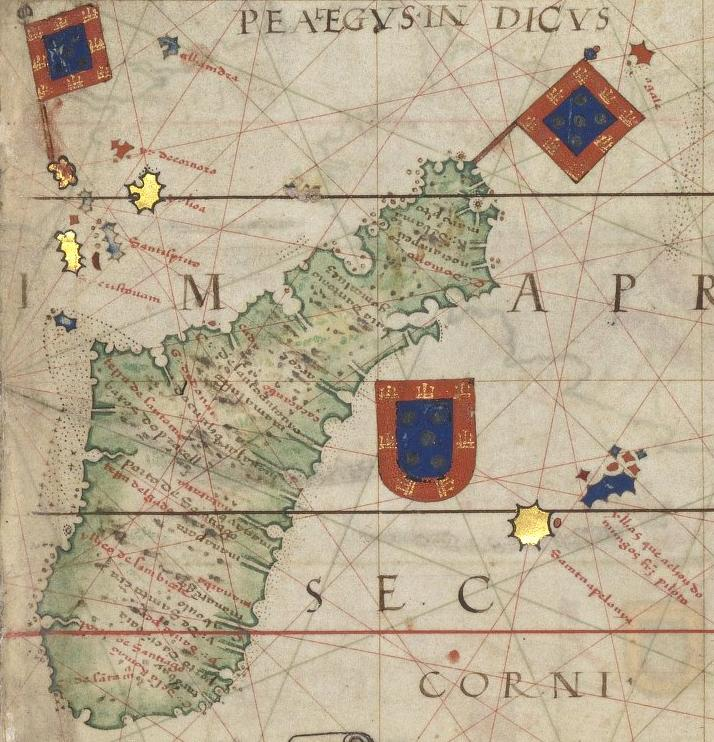
Isla de Madagascar en el mapa de África meridional.

El Atlas Miller incluye siete mapas regionales; le falta una hoja que debió contener un octavo, probablemente del continente africano. Los siete mapas son bastante homogéneos en su tamaño, estilo decorativo y convenciones cartográficas. Todos presentan la típica red de líneas de rumbos de las cartas portulanas medievales, con el habitual tronco de leguas. Además cada uno incluye un meridiano graduado en latitudes, el ecuador y los trópicos en sus latitudes correspondientes y, a la manera de la Geographia de Claudio Ptolomeo, los paralelos que delimitan los climata ptolemaicos. Todos están orientados con el norte hacia arriba.
El primer mapa regional, en la encuadernación original del Atlas, es el de las costas de Europa septentrional (páginas 6 y 7), que abarca desde Bretaña por el sur hasta el «mare congelatu» de Islandia por el norte. La toponimia es abundante en Francia, Flandes y las islas británicas, pero casi inexistente en el Báltico y Escandinavia. la página siguiente muestra la mitad occidental de un mapa del Atlántico con una exacta representación de las islas Azores («insule Ancipitrum») y de una isla Verde («insula Viridis») que podría ser Groenlandia. La mitad oriental de este mapa probablemente mostrase la península ibérica, pero esa parte del atlas se ha perdido. 
África apenas aparece representada en las cartas regionales del Atlas Miller porque falta la hoja que probablemente contenía en un lado un mapa del continente entero (páginas 10 y 11 en la encuadernación original) y en el otro una imagen más detallada del África meridional, la cual continuaba por occidente el fragmento de mapa que hoy muestra Madagascar (páginas 12 y 13). Esta isla se representa con el nombre de «insule divi laurentii» y con muchos topónimos, indicando una leyenda que sus habitantes son musulmanes.
El mapa del océano Índico (páginas 14 y 15 del atlas) muestra en su mitad occidental unos trazados costeros muy exactos, con latitudes en general muy correctas. La mitad oriental es más errónea, si bien muestra el litoral de Birmania y el delta del río Ganges en su posición correcta. En el mapa de Insulindia (páginas 16 y 17) se pueden ver las ciudades de Malaca, conquistada por los portugueses en 1511, y Singapur, así como las islas Molucas (llamadas «Malucus Insule»). Una leyenda en latín dice que más allá de Sumatra («Trapobana») existe un total de 1378 islas.
El mapa del «Magnus Golfus Chinarum» (páginas 18 y 19) muestra un trazado geográfico totalmente erróneo. No da el nombre de ninguna localidad costera, limitando la toponimia a las grandes regiones. Este mapa presenta la peculiaridad de que dos de los barcos dibujados como decoración no muestran insignias de Portugal ni de países musulmanes, como en el resto del atlas, por lo que podrían representar juncos de Java.

Detalles de los mapas de Insulindia y Extremo Oriente
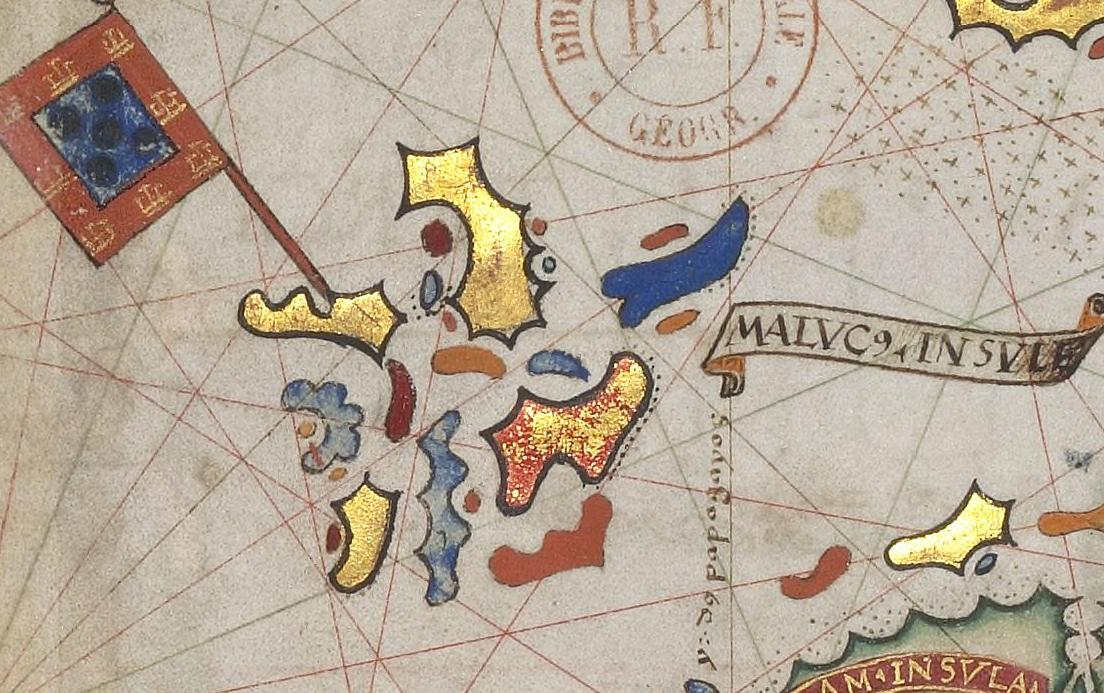
Islas Molucas.
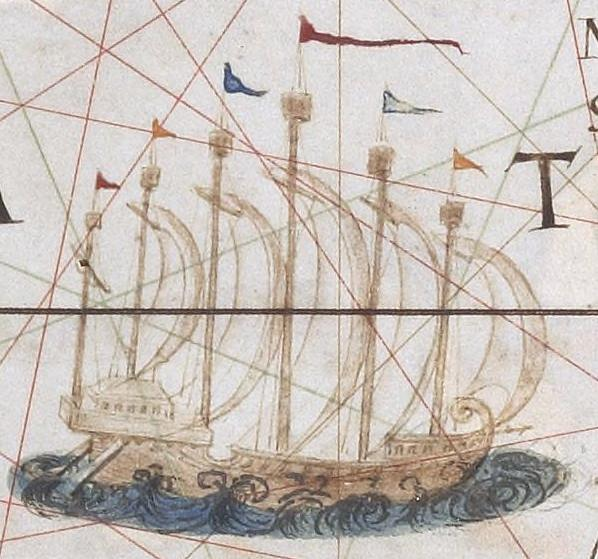
Barco de seis mástiles que podría ser un junco de Java.
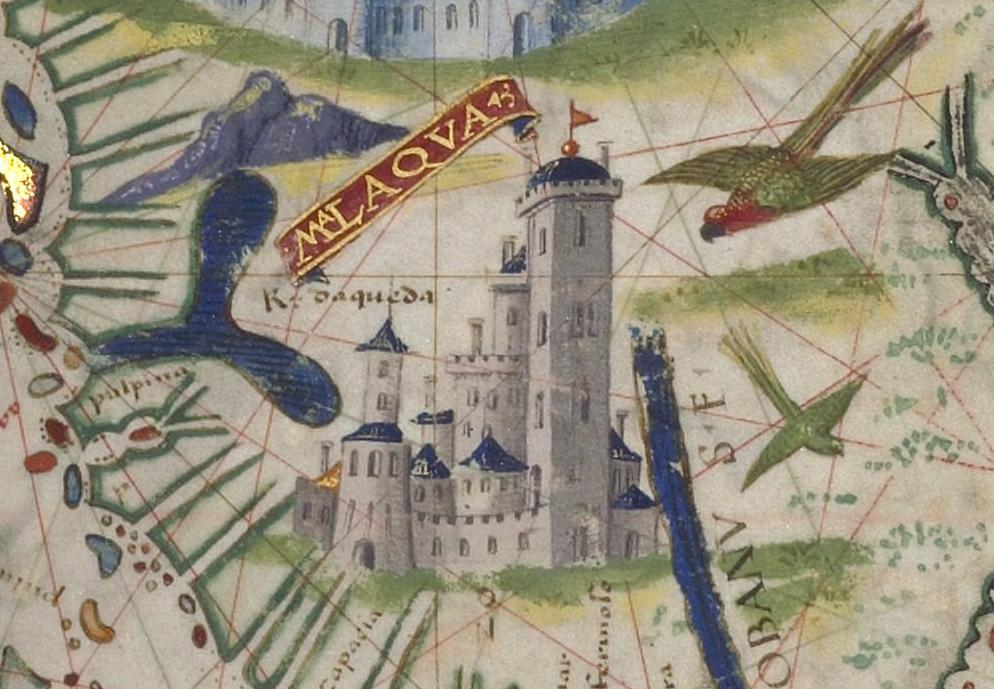
Ciudad de Malaca.

El mapa de la «Terra Brasilis» o «Regionis magni brasilis» (páginas 22 y 23) muestra el continente sudamericano desde la costa norte del actual Brasil hasta más allá del estuario del Río de la Plata por el sur. Tiene una gran cantidad de topónimos, muchos más que cualquier otro mapa del Brasil de décadas anteriores o posteriores. En el extremo noroccidental, en una región desprovista de toponimia, aparece la desembocadura de uno o dos grandes ríos que Marques identifica con el Amazonas. Curiosamente, la persona que decoró este mapa cometió un error al rotular el trópico de Capricornio, al cual llamó «Circulus Cancri».

Detalles del mapa de la Terra Brasilis
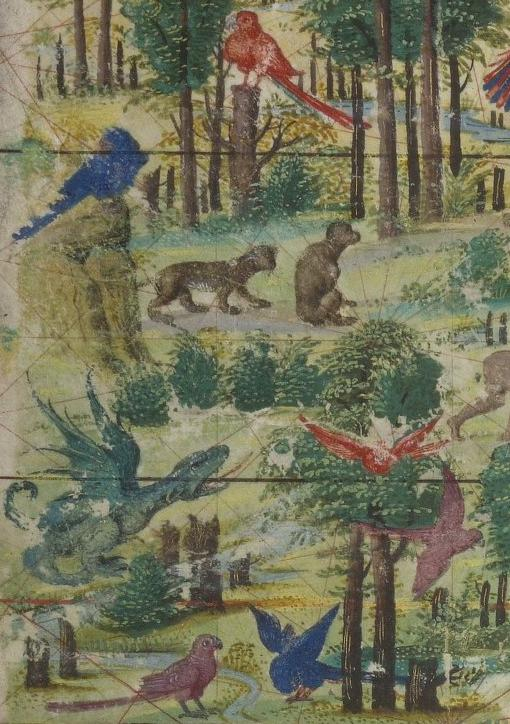
Fauna y flora sudamericanas.
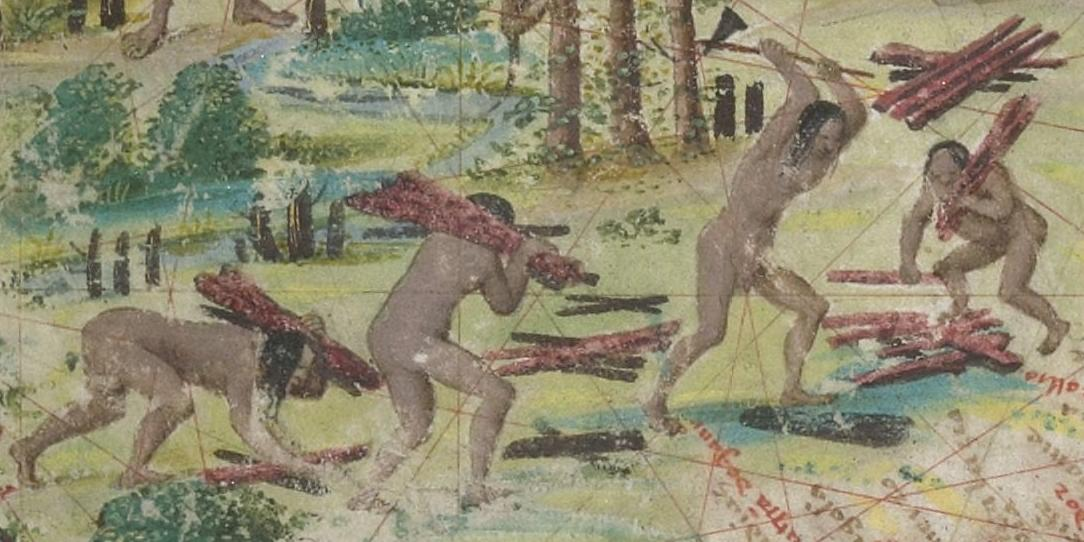
Indígenas recogiendo palo brasil.
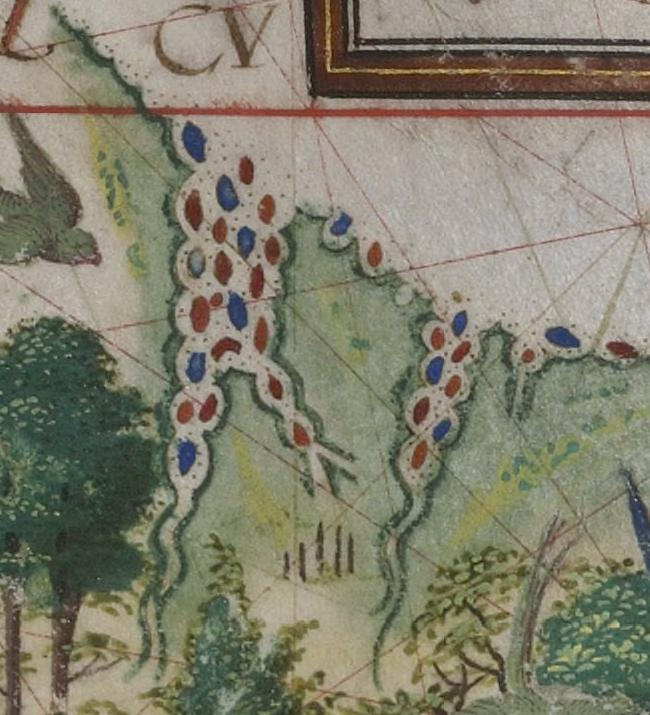
Desembocadura de dos ríos que podrían ser el Amazonas.

### Gran desplegable
El Atlas Miller incluye un desplegable de dimensiones sensiblemente mayores que el resto de la obra (61 × 118 cm). Por uno de sus lados presenta un mapa del mar Mediterráneo y regiones adyacentes; por el otro un mapa del Atlántico norte, que incluye los recientes descubrimientos en el continente americano.
El mapa del Mediterráneo abarca el espacio tradicional de las cartas portulanas mediterráneas, ligeramente expandido para incluir el mar Caspio («Hyrcanius mare») y el golfo Pérsico. Tiene una red de líneas de rumbos que se distribuyen en dos círculos de rosas de vientos, no en solo uno como es el caso de los mapas regionales del Atlas. Contrariamente a estos no muestra tronco de leguas, pero sí un meridiano graduado en latitud y, algo poco frecuente, varios paralelos con graduaciones incompletas en longitud.

Detalles del mapa desplegable del Mediterráneo
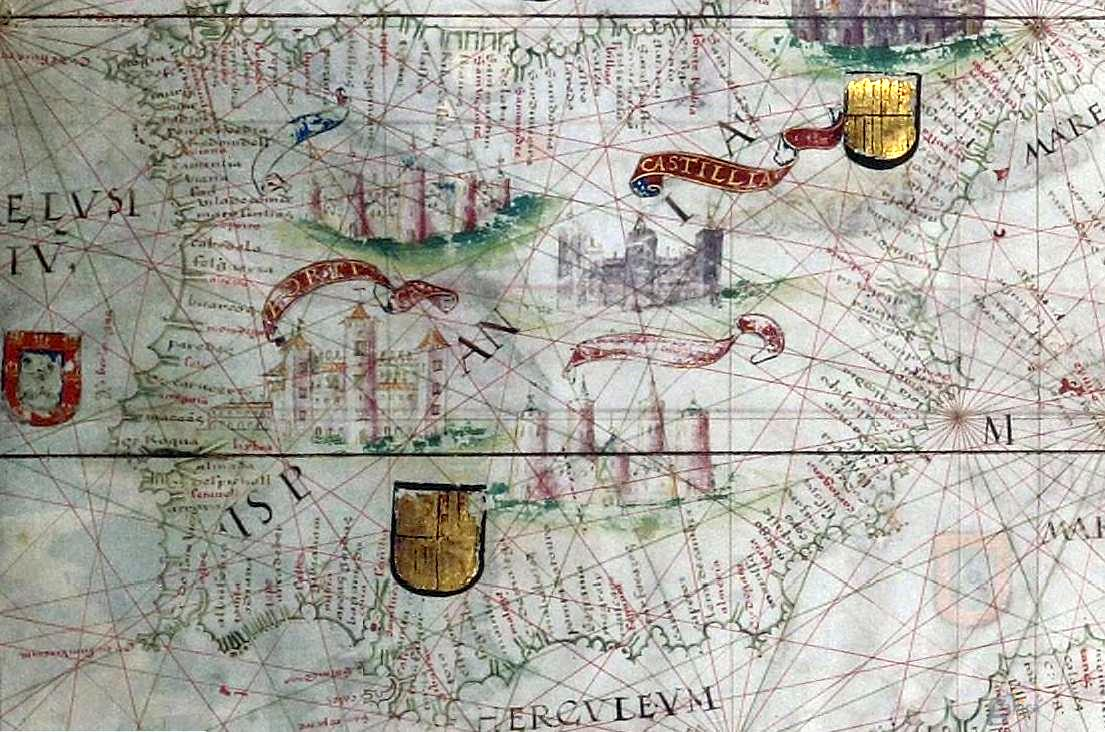
Península ibérica.
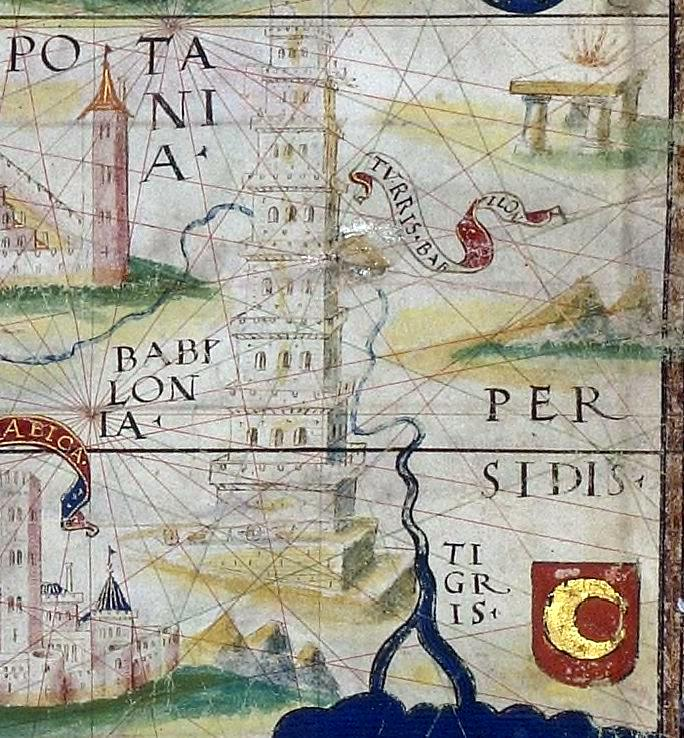
Torre de Babilonia.
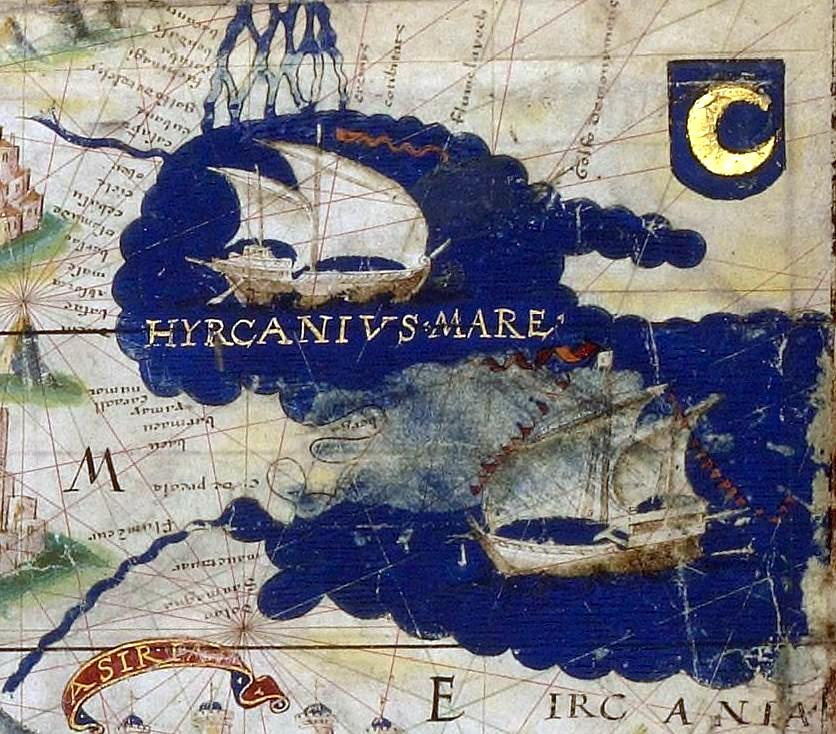
Mar Caspio.

El mapa del Atlántico Norte abarca desde las costas occidentales de Europa y África hasta las islas y tierras continentales de América (llamada «Mundus Novus»). Difiere de los demás mapas del atlas en que no presenta líneas de rumbos, sino una simple cuadrícula ortogonal. Cortesão interpretó este hecho como una muestra más de que el Atlas Miller no llegó a ser terminado mientras que Marques ha especulado que podría haberse tratado de una omisión deliberada para dificultar el uso de este mapa para la navegación. Sí que incluye un tronco de leguas, un meridiano graduado en latitud y los límites de los climata ptolemaicos. Los topónimos son abundantes en la región del Caribe y en el norte del continente, no existiendo ninguno en las costas africanas. Existen tres cartelas con leyendas en latín y una cuarta, vacía, que no llegó a ser utilizada. La situada más al norte describe la «Terra Corte Regalis», alusión a las tierras exploradas por Gaspar Corte Real; otra dice que las costas de los actuales Estados Unidos forman un continente continuo con Noruega por el norte y con Brasil por el sur, y la tercera afirma que en las Antillas del rey de Castilla se encuentra oro. Una ilustración representa en Norteamérica una escena bucólica en torno a un manantial, posible alusión a la fuente de la eterna juventud que Juan Ponce de León buscó por esos parajes («Terra Bimene»). Otra miniatura muestra en Centroamérica tres personas de piel negra que parecen discutir dónde comenzar una excavación mientras una cuarta dispara una flecha con un arco. Estas figuras podrían ser «indios de piel oscura» o quizás algunos de los primeros esclavos africanos transportados a América.

Detalles del mapa desplegable del Atlántico Norte
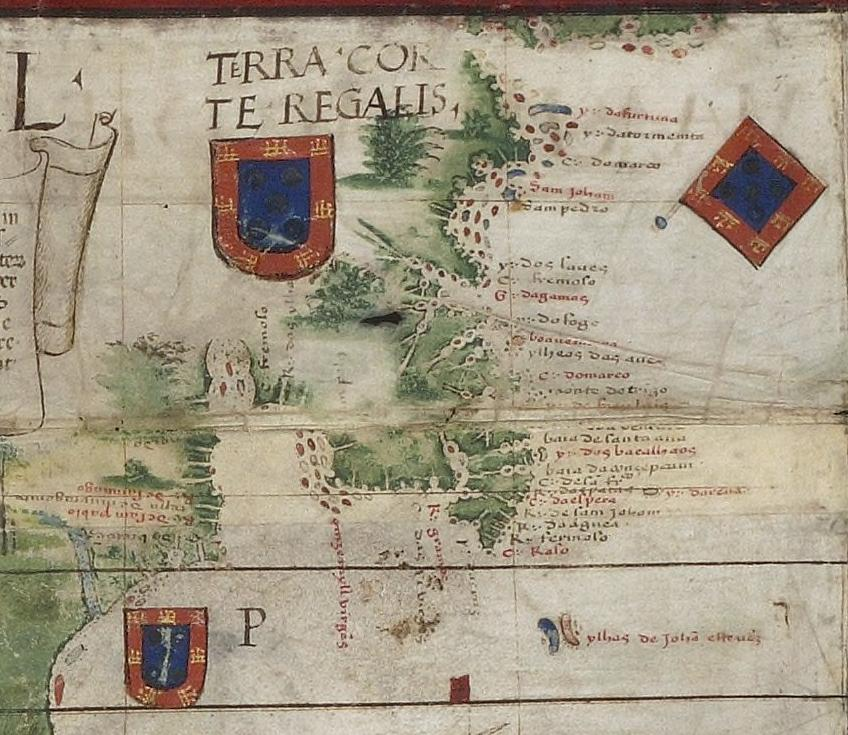
«Terra Corte Regalis», actual Terranova.
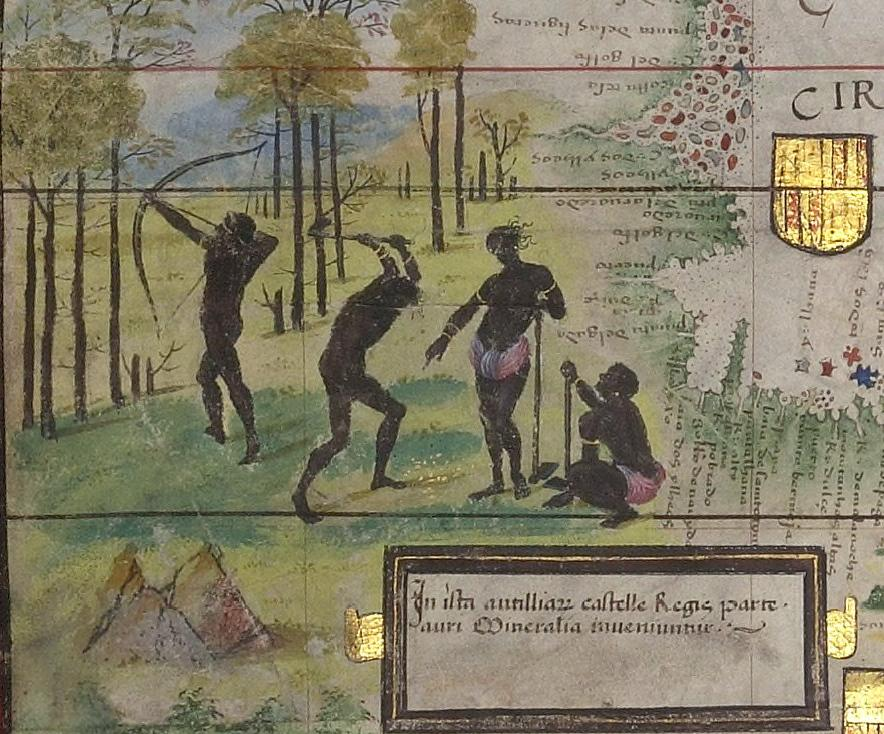
Personajes de piel negra en Centroamérica.
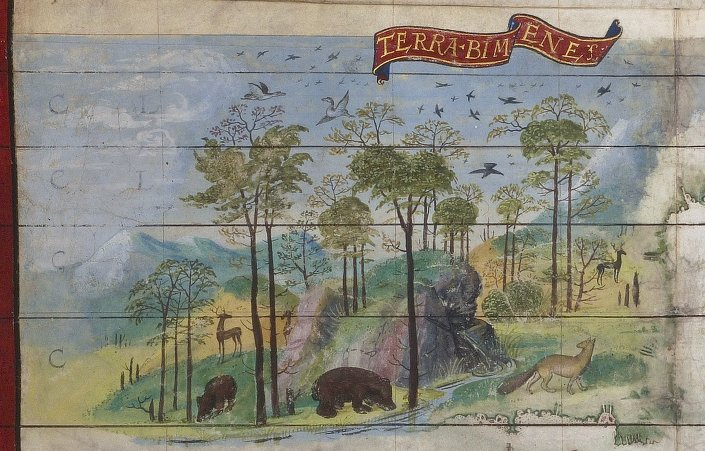
Paisaje bucólico en «Terra Bimene».